# Ортізеї
Ортізеї (Санкт Ульріх ін Ґрьоден, італ. Ortisei, нім. St. Ulrich in Gröden) — муніципалітет на півночі Італії, у регіоні Трентіно-Альто-Адідже, провінція Больцано.
Ортізеї розташоване на відстані близько 530 км на північ від Рима, 70 км на північний схід від Тренто, 26 км на схід від Больцано. 
Населення — 4752 особи (2014).

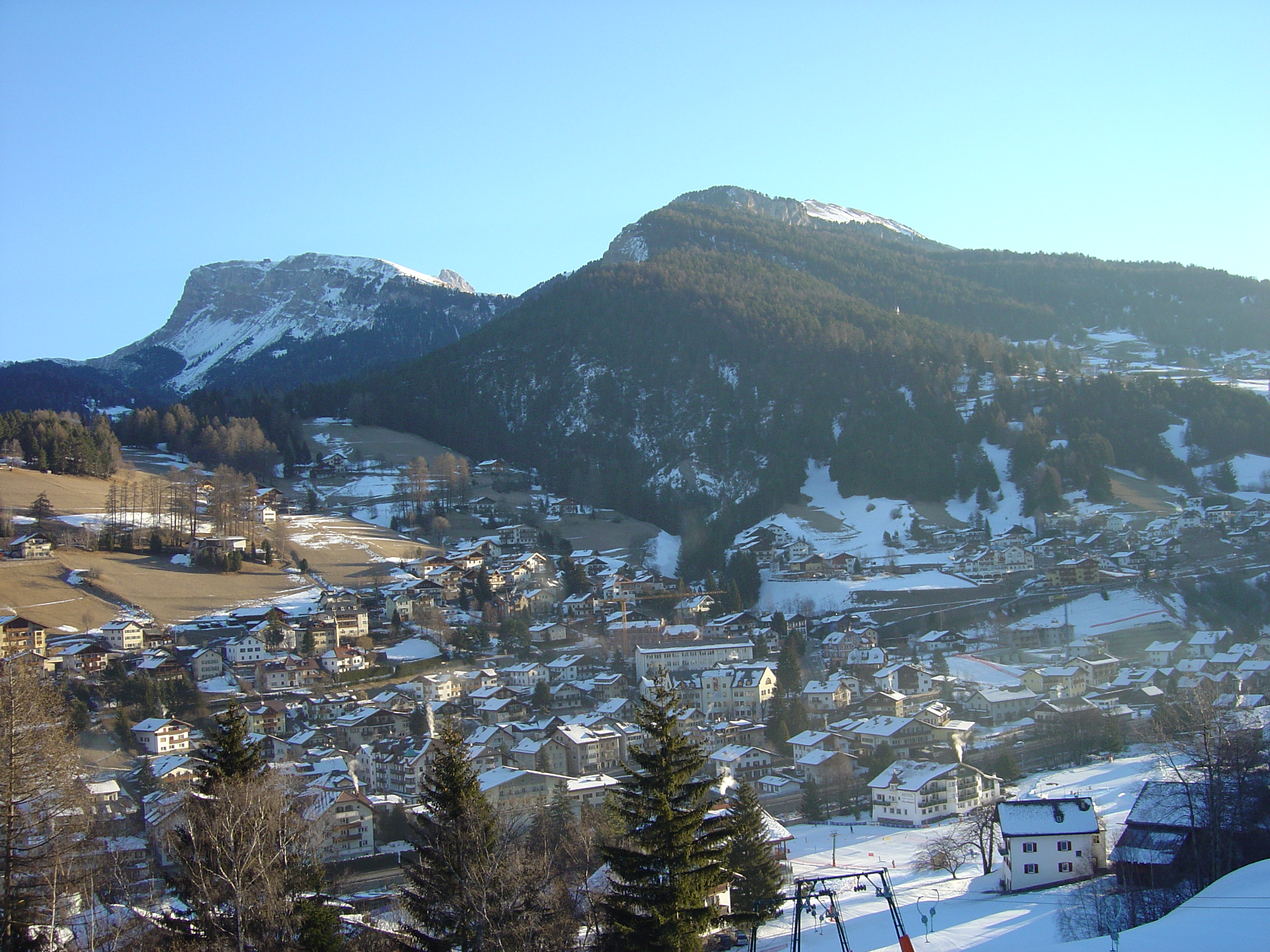

Щорічний фестиваль відбувається 4 липня. Покровитель — Sant'Udalrico. Тут народився Джорджо Мородер, композитор, автор музики до кінофільмів.

## Демографія
Населення за роками:

Станом на 1 січня 2023 року в муніципалітеті офіційно проживало 400 іноземців з 44 країн, серед них 150 громадян країн Євросоюзу та 6 громадян України.

## Сусідні муніципалітети
- Кастельротто
- Фунес
- Лайон
- Санта-Кристіна-Вальгардена